# さすらい (藤圭子の曲)
「さすらい」は、1975年9月25日に発売された藤圭子の25枚目のシングル。

## 解説
- 2曲共にスポニチ『阿久悠の実戦的作詞講座』当選作[1]

阿久悠は「藤圭子の歌を作るとき、真の庶民のかなしみはということを考えるべきだと思うのである。なにかひどく思い違いしていたが、我々は庶民なのだと気づいたとき、藤圭子の体をかりて歌わせる歌が見つかる気がする。
ホステスの詞を書こうと考える。失恋の詞を書こうと考える。やけ酒の詞を書こうと考える。それはそれでかまわないが、そこからスタートした場合、どうしても慣用語のなぞりが先になってしまう。
ネオンだとか、夜のちまたとか、暗い路地裏とか、グラスの酒とか、未練とか、裏切られたとか、実のない男とか、つらい運命とか、あるいは、流しのギターとか、夜の蝶とか、細いとまり木とか、重い扉とか、そういったモンタージュになってしまうケースが多いのである。それらは、一時期はやったファッションのようなもので、鮮烈な光景としては目にとびこんで来ないのである」と述べている。
- 本楽曲で、NHKの『第26回NHK紅白歌合戦』に出場した。
- 同名異曲である克美しげるの「さすらい」も、藤圭子は歌唱している。

## 収録曲
- 両楽曲共に、作曲：遠藤実／編曲：斉藤恒夫

1. さすらい（3分30秒）
作詞：よしかわかおり
2. 風子二十四不幸せ（3分34秒）
作詞：島田幸一

## 主な収録作品
- 聞いて下さい私の人生〜藤圭子コレクション（2000年、BVCK-37085/90）
- 藤圭子 コンプリート・シングル・コレクション 〜15年の輝石〜（2005年）